# محمود جعفری امید
محمود جعفری امید (زادهٔ ۱۳۲۶ – درگذشتهٔ ۲۹ اردیبهشت ۱۴۰۰) موسیقی‌دان، نوازندهٔ فلوت و آهنگساز اهل ایران بود.

## زندگی
محمود جعفری امید در سال ۱۳۲۶ ه‍.ش در خانواده‌ای اهل هنر در تهران متولد شد. او در کودکی با شنیدن صدای نی به این ساز علاقه‌مند شد. به همین سبب خانواده برای او یک نی‌لبک تهیه کردند و او که ۵ یا ۶ ساله بود، مدام با سازش تمرین می‌کرد. علاقهٔ او به موسیقی باعث شد تا پس از پایان تحصیلات دورهٔ ابتدایی، در سال ۱۳۴۲ به هنرستان موسیقی ملی که در آن زمان با مدیریت حسین دهلوی اداره می‌شد راه یابد. محمود جعفری امید در هنرستان موسیقی ساز فلوت را برگزید و نزد منوچهر منشی‌زاده نواختن این ساز را فرا گرفت. او در سال ۱۳۴۸ دیپلم هنرستان موسیقی ملی را دریافت کرد. پس از آن به منظور ادامهٔ تحصیلات موسیقی، در کنکور هنرستان عالی موسیقی شرکت کرد و پس از قبولی به تحصیل در هنرستان عالی مشغول شد.
وی هم‌زمان همکاری خود را با ارکسترهای رادیو و فرهنگ و هنر آغاز کرد و به عنوان معلم سرود و موسیقی در مدرسه‌ها مشغول به کار شد. محمود جعفری امید در سال ۱۳۵۲ از هنرستان عالی موسیقی با درجهٔ ممتاز فارغ‌التحصیل شد و دو بورسیه تحصیلی به فرانسه و آمریکا دریافت کرد اما به دلیل برخی مشکلات خانوادگی از رفتن به خارج از کشور منصرف شد. او در همین سال به سربازی رفت و پس از مدتی با درجهٔ افسری به بیرجند اعزام و به سمت فرماندهی پیاده‌نظام رسید.
او پس از پایان دورهٔ سربازی در سال ۱۳۵۵ به تهران بازگشت و همکاری خود را با سازمان رادیو تلویزیون به عنوان نوازنده و آهنگساز آغاز کرد. جعفری امید در سال ۱۳۵۸ طی ابلاغی از طرف صدا و سیما، به شیراز منتقل شد و در دانشکدهٔ هنر شیراز به تدریس موسیقی پرداخت. او در طول فعالیت‌های هنری خود با هنرمندانی همچون مجتبی میرزاده، رشید وطن‌دوست، محمدعلی قدمی، حسن یوسف‌زمانی، مهرزاد شکوهمند، مهرداد کاظمی، علی اکبرپور، محمد گلریز، مهدی سپهر، محمدمهدی گورنگی، حمید غلامعلی و … به همکاری پرداخت.
محمود جعفری امید ۲۹ اردیبهشت سال ۱۴۰۰ ه‍.ش به علت سکتهٔ مغزی و بیماری ریوی، در سن ۷۴ سالگی درگذشت.

## آثار هنری
از جمله آثار هنری محمود جعفری امید می‌توان به موارد زیر اشاره کرد:
- آلبوم موسیقی خواب خوش (لالایی‌های کودکانه)، همراه با جعفر زعیمی نیکو، برای گروه کر[۷]
- «صلای عقل و دین» در دستگاه همایون، با شعر حمید سبزواری و خوانندگی محمد گلریز[۸]
- «منای دوست» در دستگاه شور با شعر مشفق کاشانی و خوانندگی آیت‌الله گودرزی[۹]
- «بهار میهن» در دستگاه همایون با شعر محمود آقاجانی و خوانندگی محمد گلریز[۱۰]
- «درس عشق» با شعر محمدکریم جوهری و خوانندگی جمال‌الدین منبری[۱۱]
- «بهار افتخار» با شعر مجتبی کاشانی و خوانندگی رشید وطن‌دوست[۱۲]
- «راز شکفتن» با شعر مشفق کاشانی و خوانندگی مهرداد کاظمی[۱۳]
- «درد آشنا» با شعر محمود شاهرخی و خوانندگی عباس بهادری[۱۴]
- «قاصد ظفر» با شعر حمید سبزواری و خوانندگی بهرام گودرزی[۱۵]
- «سال نو» با شعر اسدالله شعبانی و خوانندگی محمود آمالی[۱۶]
- «عید روزه» با شعر مشفق کاشانی و خوانندگی محمد گلریز[۱۷]
- «نغمه‌های جوانی» برای ارکستر ملی در آواز بیات اصفهان[۱۸]
- «پدر» با شعر حسن فرازمند و خوانندگی محمد پیرزاده[۱۹]
- «حاجی فیروز» در دستگاه شور، برای ارکستر ملی[۲۰]
- «چشم امید» برای گروه کر با شعر حسن عسگری[۲۱]
- «رضای حق» برای گروه کر با شعر حمید سبزواری[۲۲]
- «راهیان قدس» برای ارکستر و گروه کر[۲۳]
- «غم‌ها و شادی‌ها» برای ارکستر پاپ[۲۴]
- «خلوص» برای ارکستر سمفونیک[۲۵][۲۶]
- «نبرد ما» با تنظیم علی اکبرپور[۲۷]
- «ورزش، ورزش، ایران، ورزش»[۲۸]
- «اشک گل» برای فلوت[۲۹]
- «قصهٔ زندگی»[۳۰]
- «آغاز پرواز» آهنگساز محمد قراملکی، تنظیم محمود جعفری امید[۳۱]
- «افسانهٔ عشق» با شعر سعید دبیری و خوانندگی محمدرضا صادقی[۳۲]
- «آشنای بیگانه» با شعر حمید سبزواری و خوانندگی سعادت صادقی[۳۳]
- «ای حماسه‌سازان» برای گروه کر و ارکستر، با شعر محمود گلشن کردستانی[۳۴]
- «تا نفس دارم می‌جنگم» شاعر قدرت‌الله گودرزی و خوانندگی محمد میرزاوندی[۳۵]
- «امید» آهنگساز محمد قراملکی، تنظیم محمود جعفری امید، به رهبری ابراهیم نظری[۳۶]
- «دل شکستگان» با شعر شهریار و خوانندگی محمدعلی قدمی، به رهبری حسن یوسف‌زمانی[۳۷]
- «روله جو» با شعر عبدالرضا عبدالملکیان و خوانندگی آیت‌الله گودرزی، به رهبری مجتبی میرزاده[۳۸]
- «سوی جبهه» برای گروه کر، با شعر حمید سبزواری، تنظیم هدایت‌الله جعفری، به رهبری حسن یوسف‌زمانی[۳۹]
- «ای بسیجی» با شعر محمود آقاجانی و خوانندگی مهدی سپهر، تنظیم هدایت‌الله جعفری، به رهبری حسن یوسف‌زمانی[۴۰]
- «پیام بهار»، آهنگساز باقر ساورایی، تنظیم محمود جعفری امید، با شعر محمود دست‌پیش و خوانندگی رشید وطن‌دوست[۴۱]
- «سالهای پربرکت»، آهنگساز باقر ساورایی، تنظیم محمود جعفری امید، با شعر محمود دست‌پیش و خوانندگی رشید وطن‌دوست[۴۲]
- «غم و دلت نی نازار» در دستگاه ماهور (ترانهٔ محلی لری) با شعر حجت گودرزی و خوانندگی آیت‌الله گودرزی، به رهبری مجتبی میرزاده[۴۳][۴۴]
- «سرباز اسلام» (منادی وحدت)، آهنگساز مهرزاد شکوهمند، تنظیم محمود جعفری امید، با شعر محمود دست‌پیش و خوانندگی رشید وطن‌دوست[۴۵]